# アル・プラザ金沢
アル・プラザ金沢（アル・プラザかなざわ）は、石川県金沢市諸江町にある複合商業施設（ショッピングセンター）である。

## 概要
1993年（平成5年）4月24日に開業。石川県における平和堂の店舗では、1989年（平成元年）にアル・プラザ小松（小松市）が開業して以来2店目の出店となった。郊外型商業施設で平和堂の「アル・プラザ」が中核となっている。また、アル・プラザ金沢の専門店街は愛称をアルモード（AL MODE）と定めている。

## 主なテナント
現在のテナントの詳細は、平和堂専門店情報サイト アル・プラザ金沢を参照。
1階（食料品とファッションのフロア）
- 食料品[4]

2階（ファミリーと遊びのフロア）
3階・4階（駐車場）
店舗外
- 屋外には人工池が設置されており、2020年（令和2年）からカルガモの親子が飛来している[6]。

## アクセス
自動車
- 北陸自動車道金沢東ICより約10分。

公共交通機関
- 路線バス
  - 北陸鉄道バス「上諸江」バス停前。
- 鉄道
  - 北陸鉄道浅野川線 上諸江駅より徒歩約5分。